# Parkwood Entertainment
Parkwood Entertainment là một công ty giải trí của Mỹ được thành lập bởi ca sĩ người Mỹ Beyoncé Knowles-Carter vào năm 2010. Công ty bắt đầu như một đơn vị sản xuất video và phim vào năm 2008. Nó được đặt tại thành phố New York và các công ty liên quan bao gồm các sản phẩm cho sản xuất âm nhạc, hình ảnh chuyển động và truyền hình, đặc biệt liên quan đến Beyoncé.

## Nghệ sĩ
- Beyoncé
- Chloe x Halle
- Chlöe